# ウェイン・フランシス・バーント
ウェイン・フランシス・バーント（Wayne Francis Berndt, O.F.M. Cap., 1954年5月15日 - ）は、日本のカトリック教会聖職者でカトリック那覇教区司教。カプチン・フランシスコ会員。

## 経歴
1954年5月15日、アメリカ合衆国マサチューセッツ州ウースター教区フィッチバーグ生まれ。ニューヨークでカプチン・フランシスコ修道会に入会し、1976年8月16日に初誓願、1980年6月28日に終生誓願を立てた。1981年に来日し、1983年まで東京で日本語を学んだ。1983年5月21日、ニューヨーク州のヨンカーズで司祭に叙階。
1983年から1984年までカトリック那覇教区の宮古教会、1984年から1986年はコザ教会、普天間教会及び泡瀬教会、1986年から1997年は普天間教会を担当。1986年から1998年は琉球大学の臨時講師を務めた。2000年からさいたま教区に転任し、2002年までは熊谷教会、2002年から2005年は東松山教会、2005年から2010年は大宮教会区を担当。2010年から再び那覇教区に移動し、2014年は小禄教会、2014年以降は与那原教会を担当した。
2017年12月9日、教皇フランシスコによりカトリック那覇教区長押川壽夫司教の引退が承認されると共に司教に任命される。2018年2月12日、那覇市安里教会で長崎教区高見三明大司教主司式による叙階式で司教に叙階された。
2022年8月、日本カトリック正義と平和協議会の会長として、フィリピン人の仙台司教エドガル・ガクタンとの連名で、安倍元首相の国葬に反対を表明。